# Pinson (Alabama)
 Pinson és una població dels Estats Units a l'estat d'Alabama. Segons el cens del 2000 tenia 5.033 habitants.

## Demografia
Segons el cens del 2000, Pinson tenia 5.033 habitants, 1.853 habitatges, i 1.450 famílies. La densitat de població era de 278,4 habitants/km².
Dels 1.853 habitatges en un 41,4% hi vivien nens de menys de 18 anys, en un 59,8% hi vivien parelles casades, en un 15,3% dones solteres, i en un 21,7% no eren unitats familiars. En el 19% dels habitatges hi vivien persones soles el 6,3% de les quals corresponia a persones de 65 anys o més que vivien soles. El nombre mitjà de persones vivint en cada habitatge era de 2,71 i el nombre mitjà de persones que vivien en cada família era de 3,08.
Per edats la població es repartia de la següent manera: un 28,3% tenia menys de 18 anys, un 9,7% entre 18 i 24, un 31,7% entre 25 i 44, un 20,6% de 45 a 60 i un 9,8% 65 anys o més.
L'edat mitjana era de 33 anys. Per cada 100 dones hi havia 93,5 homes. Per cada 100 dones de 18 o més anys hi havia 88,8 homes.
La renda mitjana per habitatge era de 39.583 $ i la renda mitjana per família de 48.707 $. Els homes tenien una renda mitjana de 33.843 $ mentre que les dones 25.112 $. La renda per capita de la població era de 17.704 $. Aproximadament el 8,6% de les famílies i el 10,3% de la població estaven per davall del llindar de pobresa.

## Poblacions properes
El següent diagrama mostra les poblacions més properes.